# قاطرة
القطار أو الجرار عربة سكة حديد مخصصة لحمل محرك يمنح قوة دفع أو جر المقطورات أو عربات الركاب وعربات البضائع. يعتلي سائق القطار القاطرة وقودها وهي تجر خلفها العربات وتجري المجموعة متشابكة خلف القاطرة على قضيبين حديديين.
لا تنقل القاطرة حمولة، فوظيفتها الرئيسية تحريك عربات القطار على السكة الحديدية، إضافة لخدمات فرعية كتوفير التدفئة في عربات الركاب أو امدادها بالتيار لكهربائي. بعض القطارات تسير أثناء سفرها على مرتفعات شديدة الميل، في تلك الحالة تعزز القاطرة الأمامية بقاطرة في مؤخرة العربات وتقوم القاطرتين بدفع العربات، يكثر ذلك في قطارات البضائع.
عادة، تكون القاطرة التي تحرك عربات القطار مشبوكة بالعربات من الأمام وتقوم بجر العربات. إلا أن في قطارات نقل المسافرين اليوم، تكون القطارات مزودة بقاطرتين، قاطرة أمامية وقاطرة خلفية وبينهما العربات . هذا يوفر نقل القاطرة من الأمام إلى الخلف عند نهاية المشوار، حيث تلك المناورة تستغرق بعض الوقت. ويصبح القطار قادرا على الحركة إلى الأمام أو إلى الخلف من بعد دخوله محطة نزول الركاب.

## التاريخ

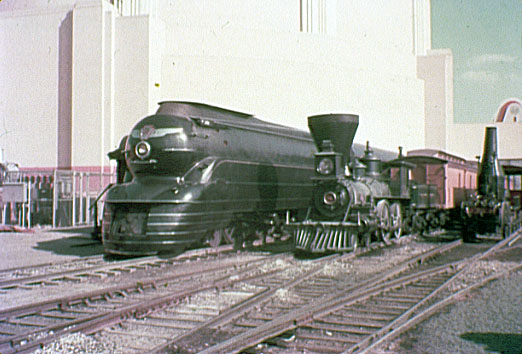
مقطورات تاريخية مختلفة في المعرض العالمي في نيويورك 1939–1940

أول صانعيها ريتشارد تريفثك، عام 1803 لتحلّ محلَّ الخيل و البغال في نقل الفحم الحجري.
وجورج ستيفنسن الذي أوضح 1839 إمكان استخدام محرك البخار في تسيير القاطرات،  دعاها «الصاروخ» ففازت هذه القاطرة في المسابقة التي أُجريت في إنكلترا لصنع القاطرات، عام 1829.
وقد بنى جون ستيفنز أول قاطرة أمريكية في عام 1825. كانت القاطرات الأولى بدائيةً وغير مزوَّدة بمصابيح كاشفة في مقدّماتها. ومع الأيام تطورت.
القاطرة البخارية الحديثة تشمل محركاً ومرجلاً بخارياً أفقياً، ويندفع البخار شديد الحرارة إلى أسطوانات المحرك، فيسبب ضغطاً شديدا ينتقل من المكبس بوساطة مجموعة من الأذرع إلى العجلات.
وسرعان ما صُنعت القاطرات الكهربية عام 1895، وتزود بمحركين أو ثلاثة. وتتلقى التيار الكهربي من سلك علوي أو من قضيب ثالث ممدود على الأرض بمحاذاة القضبان. وتستعمل في الخطوط ذات الانحدارات الكبيرة، وتكاليفها مرتفعة. وفي العام 1925 صُنعت قاطرات الديزل الكهربية التي تولد الكهرباء بمحركات ديزل التي تدير محركات كهربائية متصلة بالعجلات.

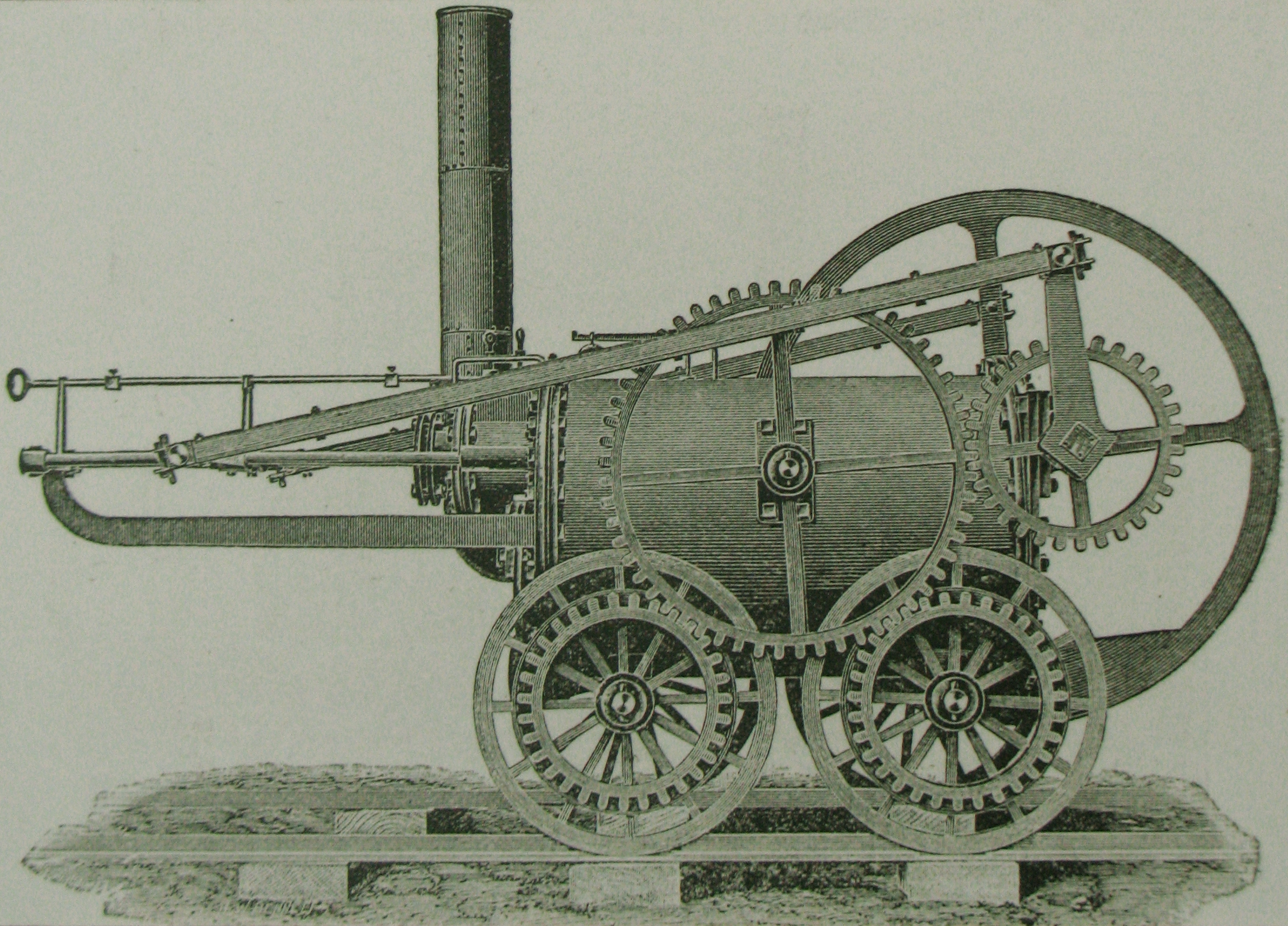
قاطرة تريفيثيك من عام 1802
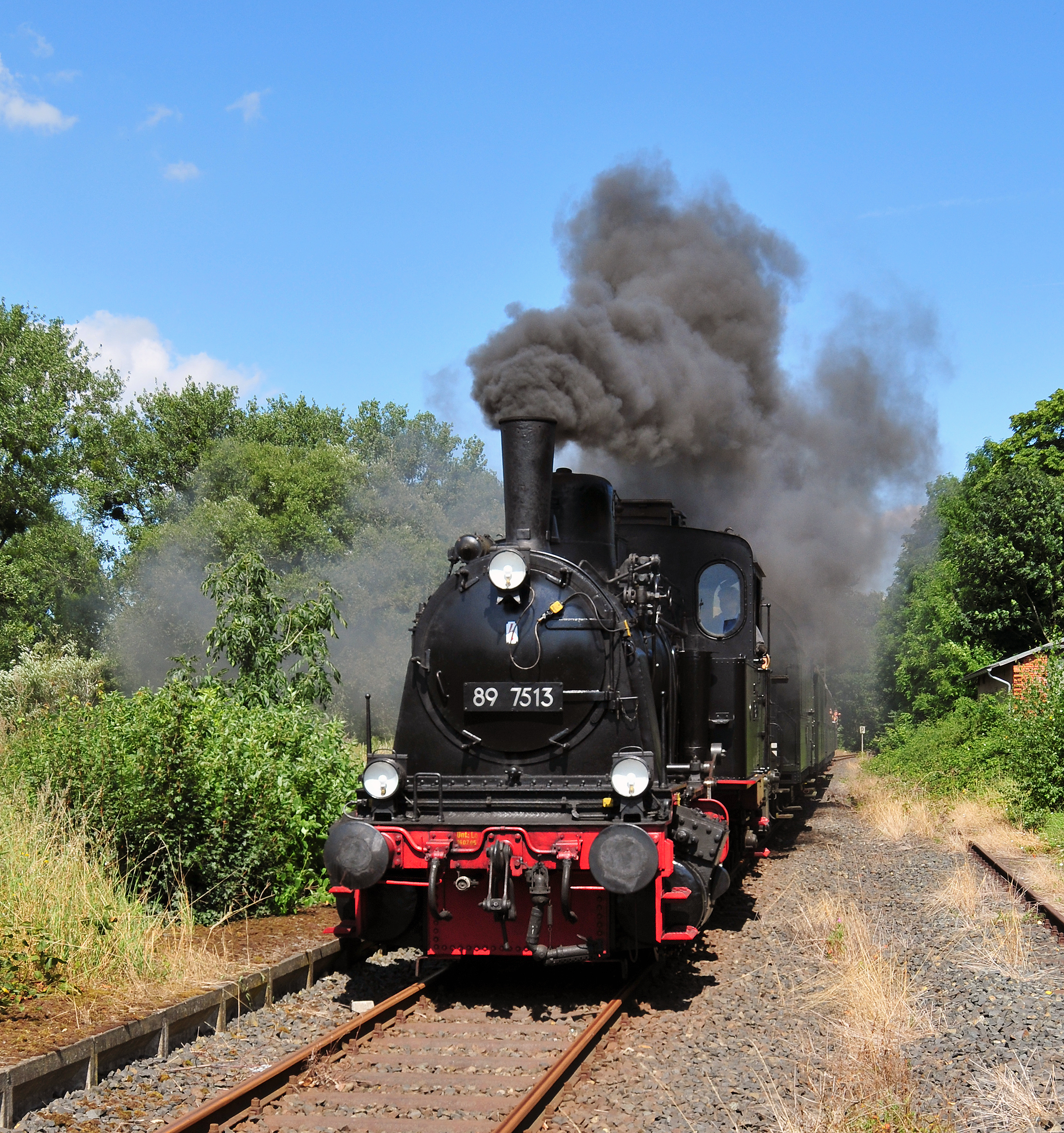
قاطرة بخارية
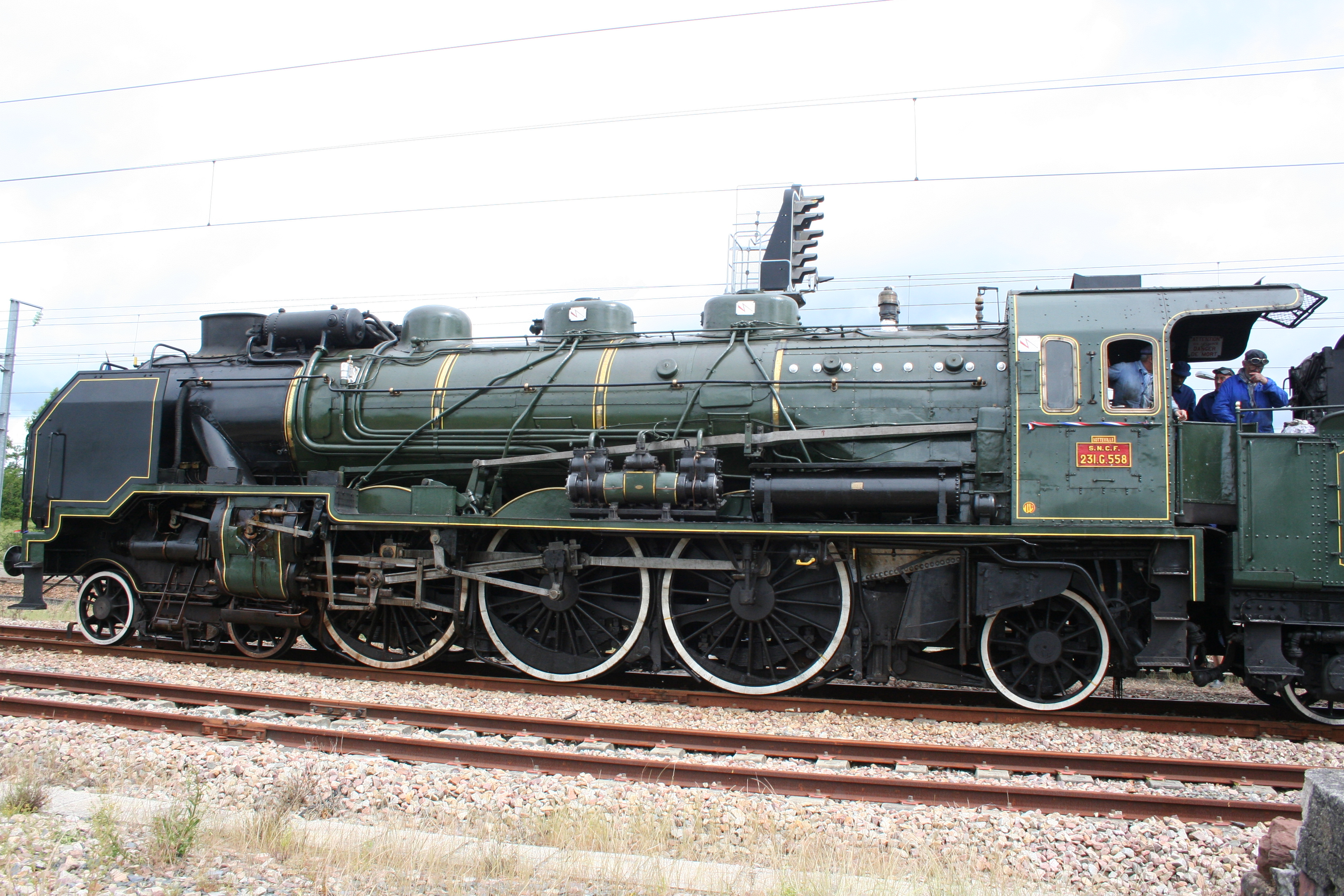
قاطرة بخارية
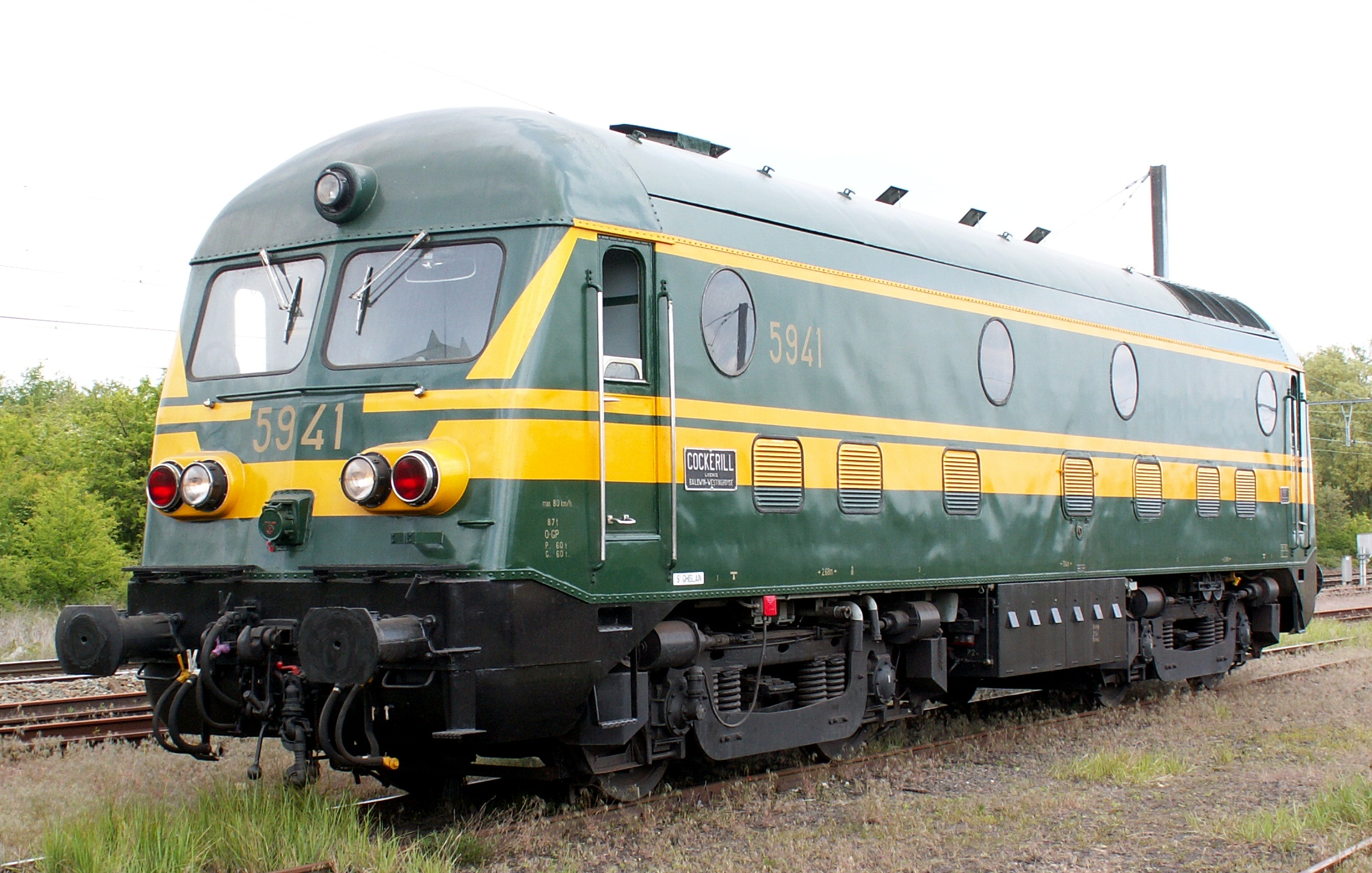
قاطرة تعمل بالديزل
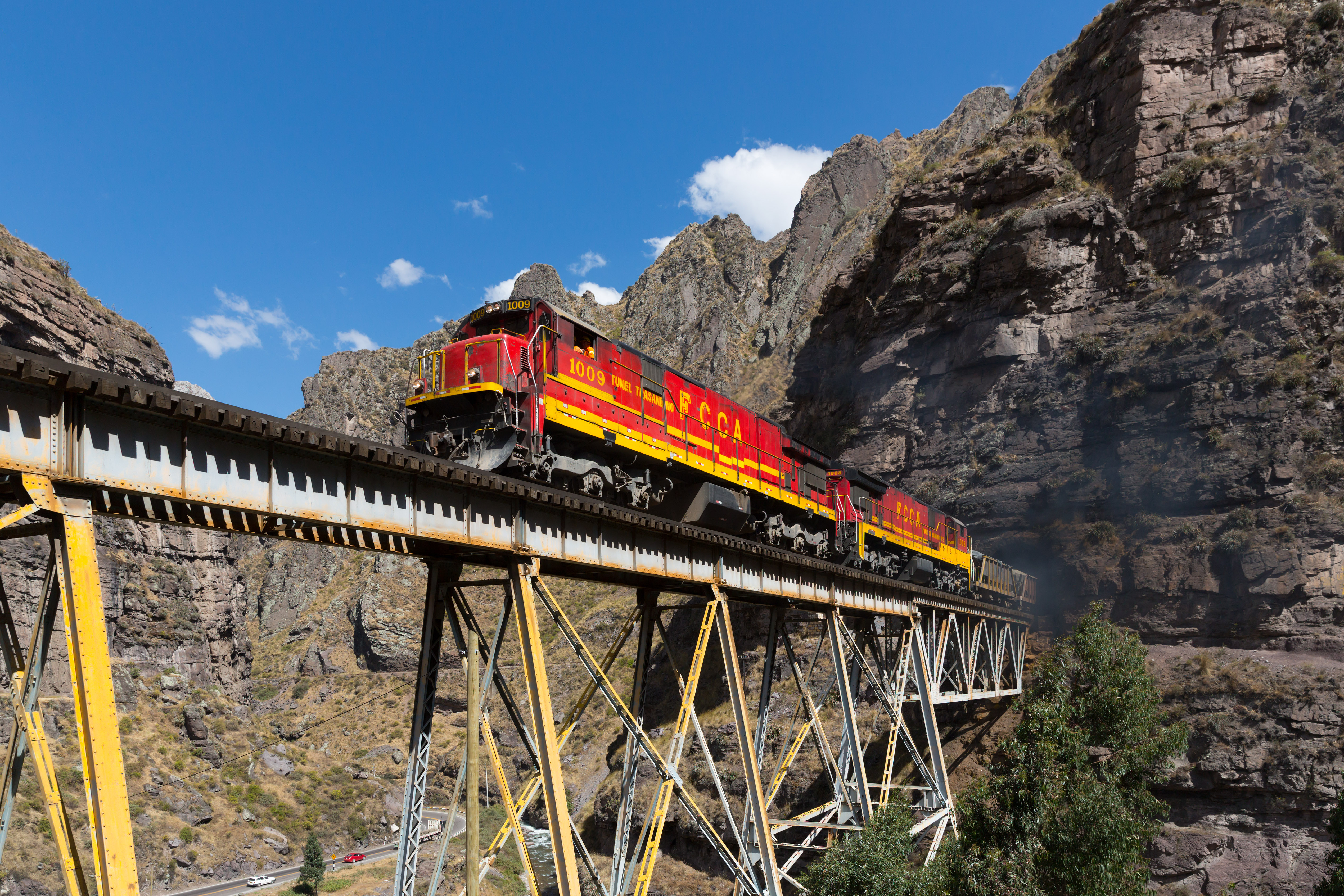
قاطرة ديزل تعمل في بيرو
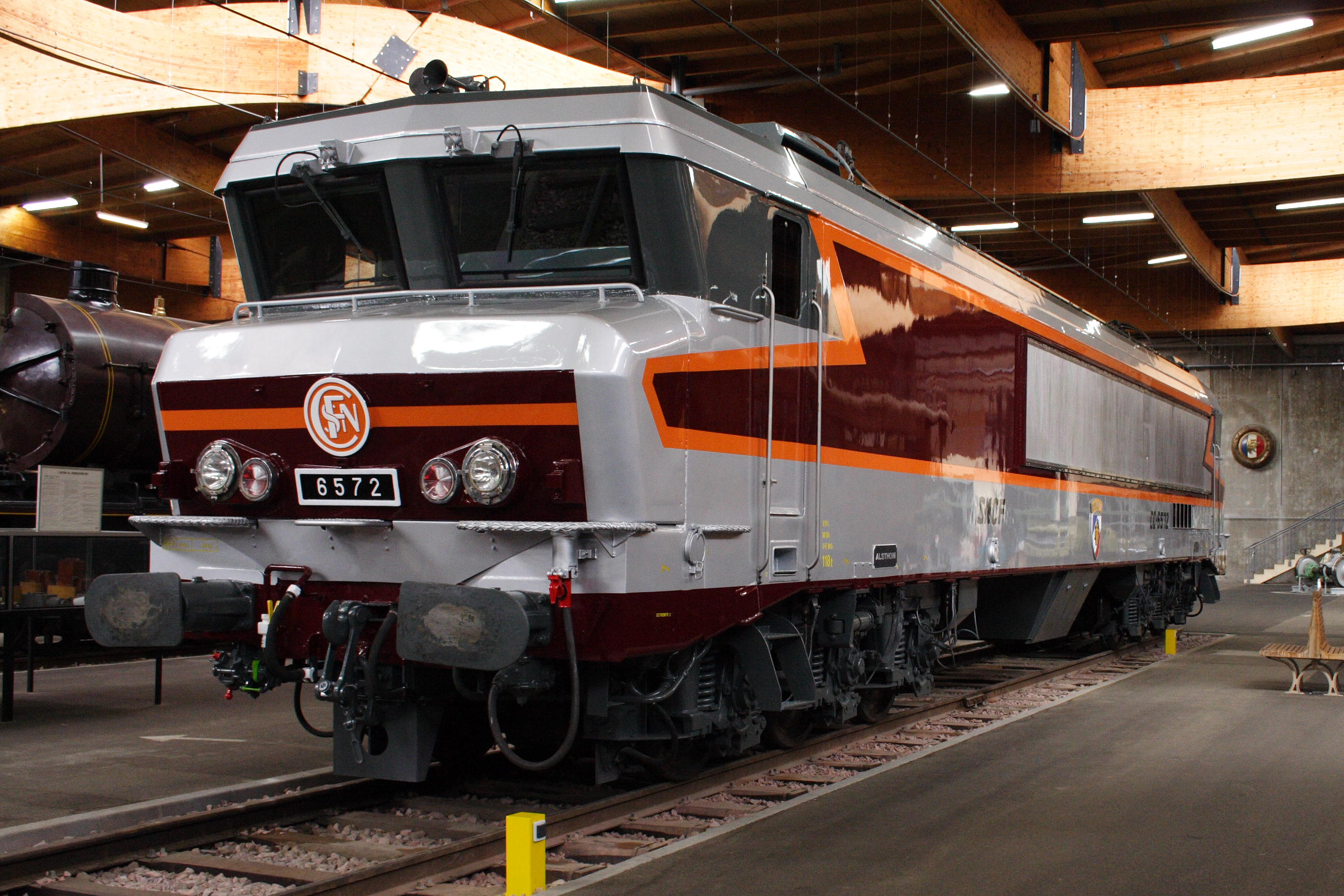
قاطرة كهربائية
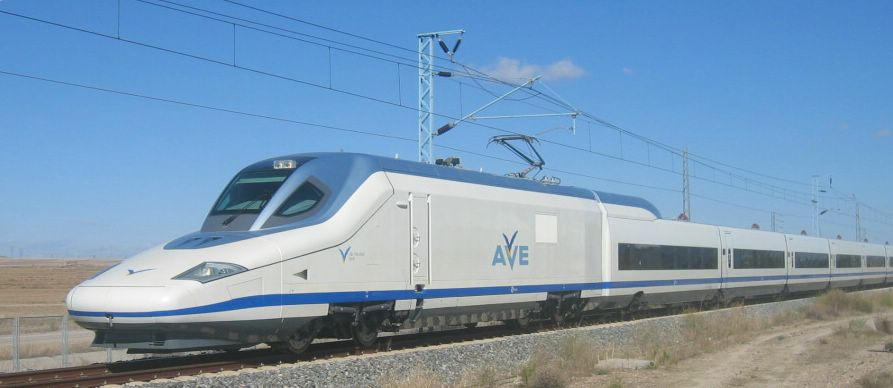
قطار كهربائي أسباني حديث AVE Class 102

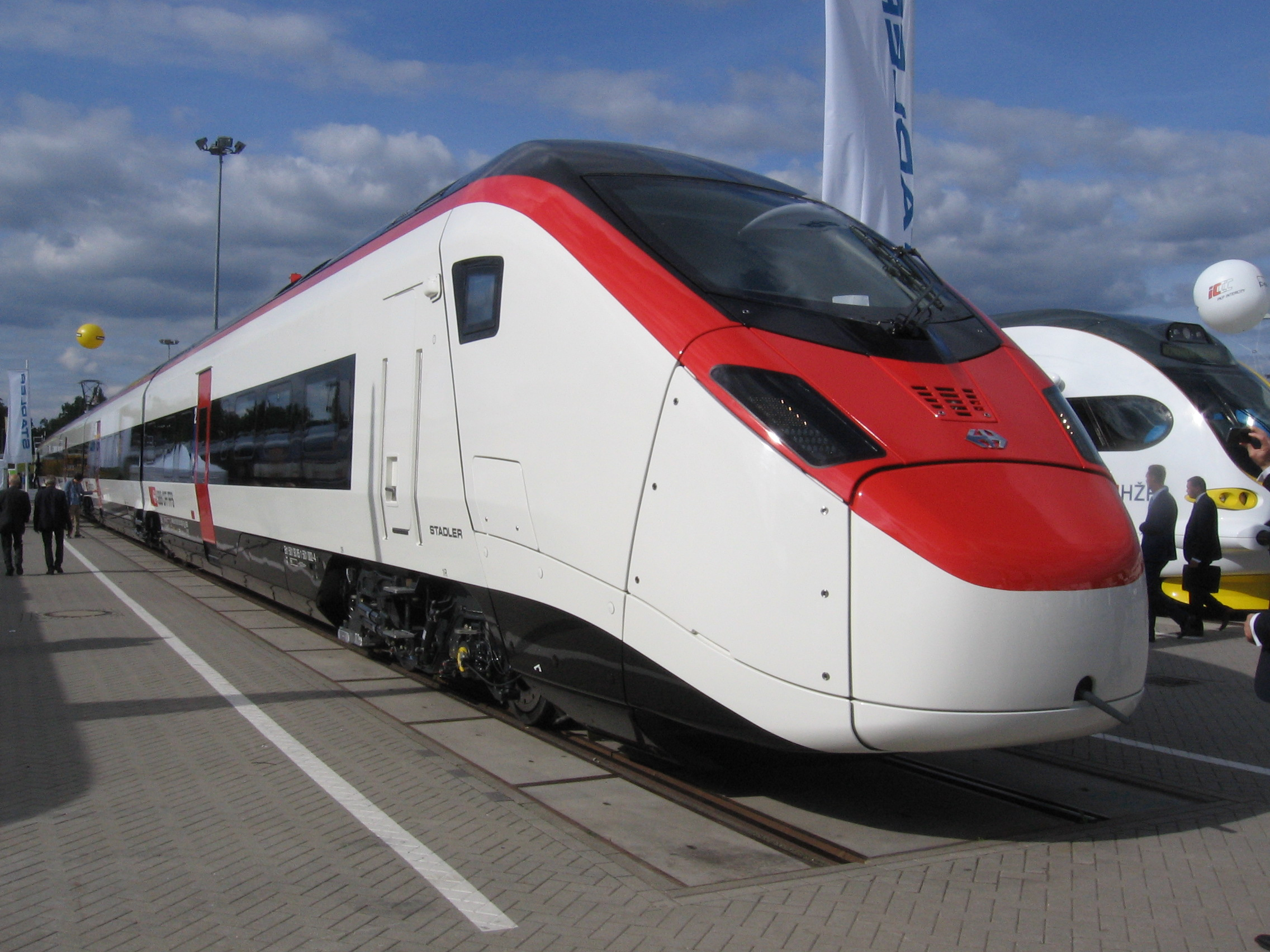
قطار Giruno لسكة حديد سويسرا ، وهو يسير بسرعات ليست أقل من 200 كيلومتر في الساعة. بواسطته تكون سفريات طويلة قليلة التكلفة.

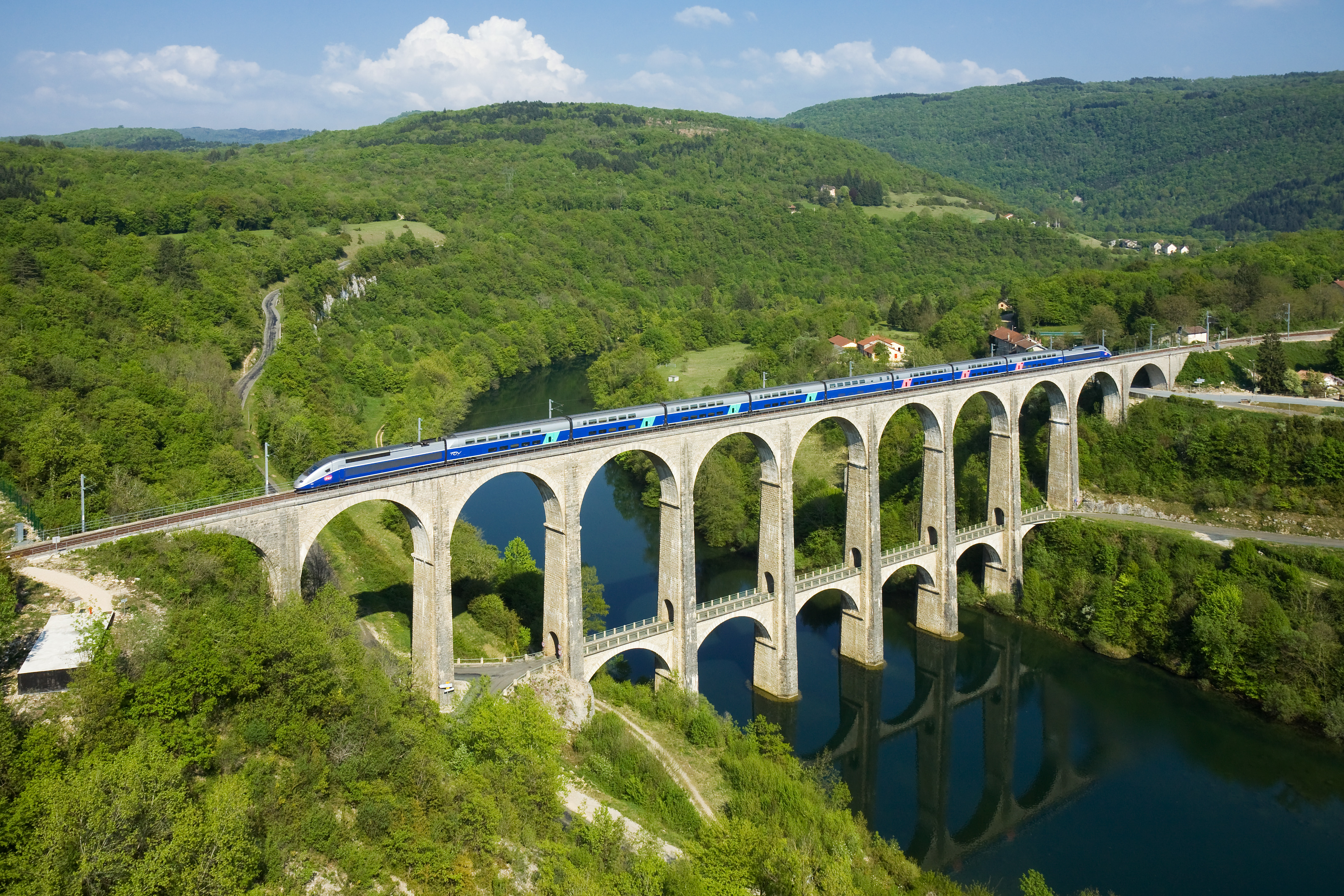
القطار الفرنسي فائق السرعة TGV Duplex فوق أحد القناطر ؛ مزود بقاطرتين، قاطرة أمامية والأخرى في الخلف تستخدم عند العودة.

## اقرأ أيضا
- سكة حديد
- ثنائي القاطرة
- قاطرة توربينية
- قاطرة الديزل الكهربائية
- 2017 في السكك الحديدية
- 2018 في السكك الحديدية
- 2019 في السكك الحديدية
- 2020 في السكك الحديدية
- 2021 في السكك الحديدية